# Aderlan Santos
Aderllan Leandro de Jesus Santos (Salgueiro, 9 april 1989) is een Braziliaans voetballer die bij voorkeur als centrale verdediger speelt. Hij tekende in augustus 2015 een contract tot medio 2020 bij Valencia CF, dat hem overnam van SC Braga.

## Clubcarrière
Santos stroomde in 2008 door vanuit de jeugd van Salgueiro. Dat verruilde hij na twee jaar voor CD Trofense, waarmee hij in de Segunda Liga ging spelen. SC Braga haalde hem weer twee seizoenen later naar de Primeira Liga. Santos speelde in zijn eerste seizoen negen competitiewedstrijden voor Braga, waarin hij één doelpunt scoorde. In zijn tweede seizoen veroverde hij een basisplaats. Santos speelde drie jaar voor Braga. Hiermee werd hij achtereenvolgens vierde, negende en weer vierde van Portugal. Hij won in het seizoen 2012/13 de Taça da Liga en was in 2014/15 verliezend finalist in de Taça de Portugal met de club.
Santos tekende in augustus 2015 een contract tot medio 2020 bij Valencia CF, de nummer vier van de Primera División in het voorgaande seizoen.

## Erelijst
| Taça da Liga | 1x | 2012/13 |

2 Vinícius ·
3 Lewis ·
4 Longo ·
5 Arboleda ·
6 Welington ·
7 Moura ·
8 Galoppo ·
9 Calleri ·
10 Luciano ·
11 Nestor ·
13 Rafinha  ·
15 Araújo ·
16 Gustavo ·
17 Silva · 
18 Rodriguinho ·
20 Antônio ·
21 Bobadilla ·
22 Tressoldi ·
23 Rafael ·
25 Alisson ·
26 Liziero ·
27 Rato ·
28 Franco ·
29 Maia ·
30 Moreira ·
32 Ferraresi ·
33 Erick ·
35 Sabino ·
36 Lanza ·
37 Carmo ·
39 Gomes ·
44 Belém ·
46 Negrucci ·
47 Ferreira ·
50 Moraes ·
93 Jandrei ·
Coach: Zubeldía 
· Assistent-coach: Cruz